# Hypoxylon fraxinophilum
Hypoxylon fraxinophilum är en svampart som beskrevs av Pouzar 1972. Hypoxylon fraxinophilum ingår i släktet Hypoxylon och familjen kolkärnsvampar.   Inga underarter finns listade i Catalogue of Life.